# Epiactis georgiana
Epiactis georgiana is een zeeanemonensoort uit de familie Actiniidae.
Epiactis georgiana is voor het eerst wetenschappelijk beschreven door Carlgren in 1927.